# Герб Доллунского наслега
Герб муниципального образования сельское поселение «Доллунский наслег» Мегино-Кангаласского улуса Республики Саха (Якутия) Российской Федерации.
Герб утверждён Решением Доллунского наслежного Совета № 16-50 от 22 июня 2009 года.
29 марта 2011 года герб внесён в Государственный геральдический регистр Российской Федерации под регистрационном номером 6605.

## Описание герба
«В зелёном поле с лазоревой, окаймлённой золотом, чешуевидной оконечностью, обременённой двумя направленными навстречу друг другу серебряными карасями, три золотые головки хлебных колосьев, средняя из которых выше и поверх двух других».